# Peter Hintze

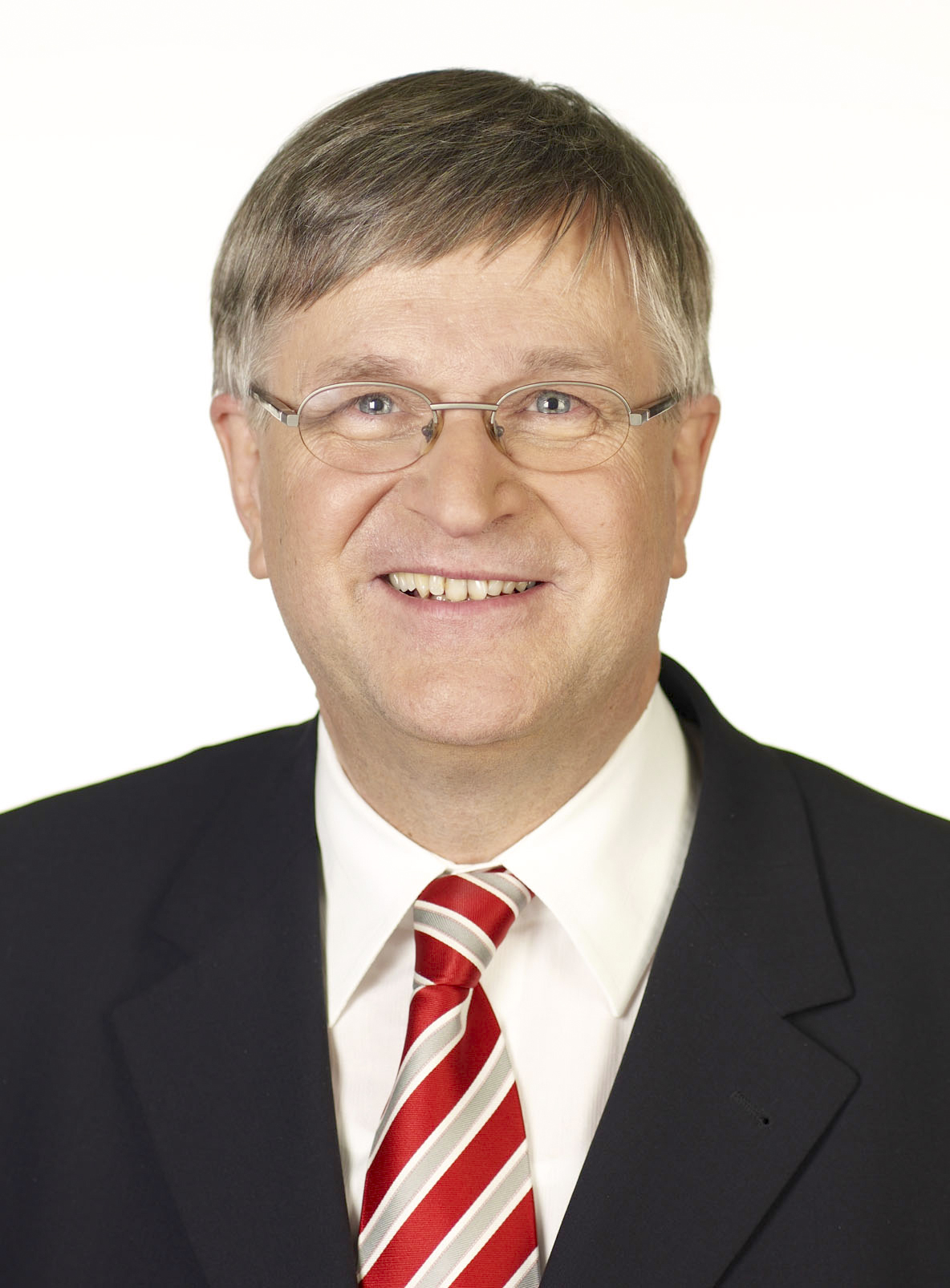
Peter Hintze, 2013

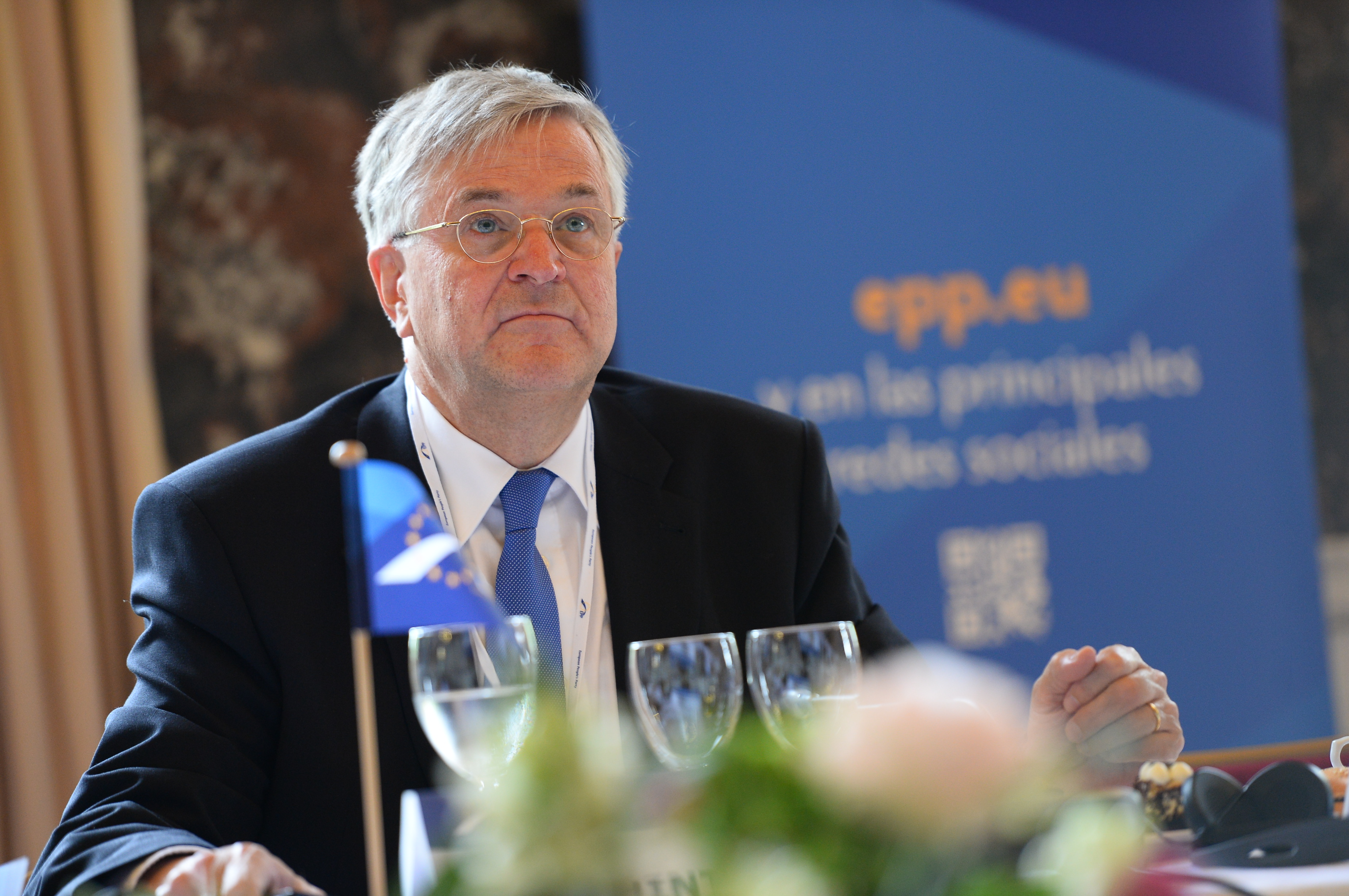
Peter Hintze, 2014

Peter Hintze (* 25. April 1950 in Honnef; † 26. November 2016) war ein deutscher Politiker (CDU).
Hintze gehörte von 1990 bis zu seinem Tod dem Deutschen Bundestag an und war von 1991 bis 1992 Parlamentarischer Staatssekretär bei der Bundesministerin für Frauen und Jugend sowie von 2005 bis 2013 beim Bundesminister für Wirtschaft und Technologie. Von 1992 bis 1998 war Hintze unter Helmut Kohl Generalsekretär der CDU. Vom 22. Oktober 2013 bis zu seinem Tod war er Vizepräsident des Deutschen Bundestages.

## Leben und Beruf
Nach dem Abitur am Siebengebirgsgymnasium absolvierte Hintze ein Studium der Evangelischen Theologie an der Universität Bonn und der Kirchlichen Hochschule Wuppertal, das er 1977 beendete. Nach dem anschließenden Vikariat war er von 1980 bis 1983 als Pfarrer in der Evangelischen Kirchengemeinde Königswinter tätig. Im Dezember 1983 berief ihn der damalige Bundesfamilienminister Heiner Geißler (CDU) in das Amt des Bundesbeauftragten für den Zivildienst.
Peter Hintze war evangelisch, zwei Mal verheiratet und Vater eines Sohnes.
2013 wurde bei Hintze Krebs diagnostiziert. Er erlag seiner Krebserkrankung am 26. November 2016. Am 3. Dezember 2016 wurde er in seinem Heimatort Bad Honnef im Beisein politischer Prominenz nach einer Trauerfeier in der evangelischen Erlöserkirche auf dem Neuen Friedhof beigesetzt.

## Partei
Hintze war von 1990 bis 1992 Bundesvorsitzender des Evangelischen Arbeitskreises der CDU/CSU. 1992 wurde er als Nachfolger von Volker Rühe zum Generalsekretär der CDU gewählt. Zu einer großen Kontroverse führte 1994 seine Rote-Socken-Kampagne gegen das Magdeburger Modell. Diese Kampagne trug dazu bei, die im Wahlkampf in Führung liegende SPD und ihren Spitzenkandidaten Rudolf Scharping abzufangen und der CDU unter Helmut Kohl den Wahlsieg bei der Bundestagswahl 1994 zu sichern, galt aber auch als polarisierend und schärfte das Image der PDS. Als Hintze vor der Bundestagswahl 1998 mit einer Händedruck-Plakatkampagne an die alte Strategie anknüpfen wollte, wurde er in den eigenen Reihen kritisiert und später für die Wahlniederlage mitverantwortlich gemacht. Hintze trat drei Tage nach der Wahl als Generalsekretär zurück.
Mit Hintze verbunden ist die Einführung der Frauenquote in der CDU, mit deren Hilfe mehr Frauen in Führungspositionen der CDU kamen.
Seit 2001 war Hintze Vizepräsident der Christlich-Demokratischen Internationale (CDI) und seit 2002 stellvertretender Vorsitzender der Internationalen Demokratischen Union sowie einer der Vizepräsidenten der Europäischen Volkspartei (EVP).

## Abgeordneter
Nach der Bundestagswahl 1990 wurde Hintze Mitglied des Deutschen Bundestages, dem er bis zu seinem Tod angehörte. Er zog stets über die Landesliste der CDU Nordrhein-Westfalen in den Bundestag ein. Von 1998 bis 2005 war er dort Vorsitzender der Arbeitsgruppe der CDU/CSU-Bundestagsfraktion für Angelegenheiten der Europäischen Union. Ab Januar 2006 war er in seiner Fraktion Vorsitzender der Landesgruppe Nordrhein-Westfalen.
Bei der konstituierenden Sitzung des 18. Bundestags im Oktober 2013 wurde er zu einem der Vizepräsidenten gewählt.

## Öffentliche Ämter

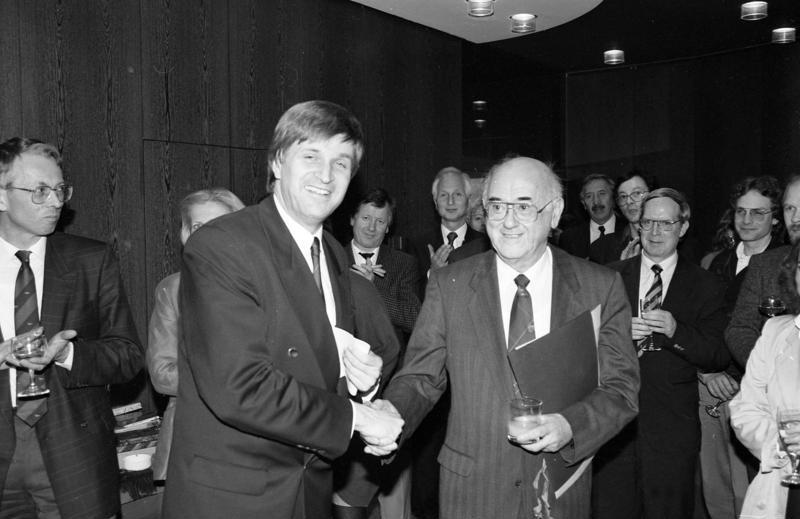
Hintze 1991 bei der Verabschiedung des Vorsitzenden der Bundesprüfstelle für jugendgefährdende Schriften, Rudolf Stefen

Am 24. Januar 1991 wurde Hintze als Parlamentarischer Staatssekretär bei der Bundesministerin für Frauen und Jugend, Angela Merkel, in die von Helmut Kohl geführte Bundesregierung (Kabinett Kohl IV) berufen. Wegen seiner bevorstehenden Wahl zum CDU-Generalsekretär schied er am 13. Mai 1992 aus dem Amt.
Nach der Bundestagswahl 2005 und der anschließenden Bildung einer Großen Koalition unter Bundeskanzlerin Angela Merkel wurde Hintze am 23. November 2005 zum Parlamentarischen Staatssekretär beim Bundesminister für Wirtschaft und Technologie im Kabinett Merkel I ernannt. Ab Februar 2007 war er außerdem Koordinator der Bundesregierung für die Luft- und Raumfahrt. Nach der Bundestagswahl 2009 war der Merkel-Vertraute Hintze in der neuen schwarz-gelben Regierung (Kabinett Merkel II) als Staatssekretär der Bundeskanzlerin vorgesehen. Er bat allerdings aus privaten Gründen darum, im Wirtschaftsministerium bleiben zu dürfen. Mit seiner Wahl zu einem der Bundestagsvizepräsidenten am 22. Oktober 2013 legte er seine Regierungsämter nieder.

## Politische Positionen
Als Generalsekretär der CDU unter Helmut Kohl setzte sich Hintze innerhalb seiner Partei für eine Integration der ostdeutschen CDU-Mitglieder ein. Seine Rote-Socken-Kampagne brachte ihm in den 1990er Jahren den Ruf eines konservativen Polarisierers ein. Er profilierte sich aber auch als Modernisierer der Union, etwa bei der Einführung einer Frauenquote. Bereits früh stellte er sich hinter Angela Merkel. 2011 unterstützte er in der Wulff-Affäre den später zurückgetretenen Bundespräsidenten. Im Bereich Medizinethik vertrat er zuletzt liberale Positionen; so sprach er sich im Gegensatz zu den Kirchen für eine begrenzte Zulassung der Präimplantationsdiagnostik (PID) aus. Er nannte es „unbarmherzig“, wenn Paare mit sehnlichem Kinderwunsch und einer Veranlagung für eine schwere Erbkrankheit nicht mittels PID die Chance auf die Geburt eines gesunden Kindes bekommen könnten. 2015 plädierte er in der Sterbehilfe-Diskussion vor der Bundestagsabstimmung am 6. November dafür, Sterbenskranken einen ärztlich assistierten Suizid zu ermöglichen, und legte mit Karl Lauterbach und Carola Reimann (beide SPD) einen entsprechenden Gesetzentwurf vor. Damit stellte er sich gegen Hermann Gröhe und eine Mehrheit der Unionsparteien. In einem Interview mit Christ und Welt sagte Hintze, Gott habe „uns geschaffen, damit wir unser Schicksal selbst bestimmen“, niemand könne verlangen, das Leid auszuhalten, weil Christus es am Kreuz genauso gemacht habe: „Wir sind nicht Jesus“. Für sich selbst, seit 2013 mit einer Krebsdiagnose behaftet, schloss er einen solchen Weg aber aus.

## Auszeichnungen
- 2006: Bundesverdienstkreuz (1. Klasse)
- 2012: Robert-Schuman-Medaille der EVP

## Publikationen
- Unser Weg zum Erfolg 1994: Rede auf dem 4. Parteitag der CDU Deutschlands, herausgegeben von der CDU-Bundesgeschäftsstelle, Bonn 1993, DNB 946066949.
- als Herausgeber: Die CDU-Parteiprogramme. Eine Dokumentation der Ziele und Aufgaben. Bouvier, Bonn 1995, ISBN 3-416-02576-8.